# دنیس تیتو
دنیس آنتونی تیتو (به انگلیسی: Dennis Anthony Tito) فضانورد آمریکایی متولد ۸ اوت ۱۹۴۰ میلادی، یک مهندس و میلیاردر آمریکایی ایتالیایی است. او اولین فضانوردی است که با هزینه شخصی خود و به عنوان گردشگر به فضا سفر کرده‌است.

## نوجوانی
علاقه وی برای سفر به فضا زمانی شروع شد که با پرتاب موفقیت‌آمیز ماهواره اسپوتنیک-۱، عصر فضا آغاز شد. در آن زمان وی در دوران نوجوانی به سر می‌برد و پدرش که یک کارگر مهاجر ایتالیایی بود، آرزوهای وی را احمقانه می‌پنداشت.
در ۲۸ آوریل ۲۰۰۱، چهل سال پس از اولین پرواز فضایی بشر، وی به پدر و مادر خود ثابت کرد که رویاهایش احمقانه و دور از دسترس نبوده‌است. تیتو در دوران جوانی برای رسیدن به هدفش تمام نیروی خود را متمرکز نمود و تمام تلاش خود را به کار برد تا در برنامه‌های فضایی ایالات متحده شرکت کند.

## شروع به کار
پس از اتمام تحصیلاتش و دریافت مدرک کارشناسی در زمینه هوا و فضانوردی، و اخذ مدرک کارشناسی ارشد در زمینه علوم مهندسی، سرانجام تیتو در سن ۲۳ سالگی کارش را با آزمایشگاه پیشرانش جت متعلق به سازمان فضایی آمریکا به عنوان مهندس هوافضا آغاز کرد. در مدتی که تیتو در جی.پی.ال ناسا کار می‌کرد، مسئول طراحی چند مسیر فضاپیماهای مارینر به مریخ بود.
تیتو پس از مدتی کار در ناسا را رها کرد و حرفه مدیریت سرمایه‌گذاری را در پیش گرفت. دلیل این امر چنان‌که خود او اظهار می‌کند، بی‌علاقگی او به امور فضایی نبوده‌است، بلکه سودآوری بیشتر مد نظرش بود که البته اگر به دنبال سود بیشتر و کار پرمنفعت‌تری نبود نمی‌توانست اولین گردشگر فضا شود. در سال ۱۹۷۳ او یک شرکت مدیریت سرمایه‌گذاری تأسیس کرد. این کار باعث شد که سرمایه شخصی وی پس از مدت کوتاهی به ۲۵۰ میلیون دلار برسد. در حال حاضر او مدیر اجرایی شرکت شرکای ویلشایر است که در امر مشاوره در زمینه خدمات فناوری و مدیریت سرمایه‌گذاری فعالیت می‌کند.

## رسیدن به فضا
از زمانی که وی شغل خود را تغییر داد هرگز علاقه‌اش را به فضا و وفاداریش را به برنامه‌های فضایی ملی از دست نداد. علاوه بر این، رؤیای دیرینه‌اش را همچنان در سر می‌پروراند و سرانجام پس از اینکه آمادگی رفتن به فضا را در خود و شرایط سازمان فضایی روسیه را در حمل مسافر به فضا مناسب دید، اقدام به کاری کرد که تا آن زمان سابقه نداشت.
ناسا شرایط پرواز مسافر شخصی با شاتل فضایی را نداشت، ولی دولت روسیه حاضر بود در ازای اخذ وجه (نسبتاً بالا) این کار را انجام دهد. در زمانی که وی برای رفتن به فضا اقدام کرد ایستگاه فضایی میر پابرجا بود و خود وی شخصاً دوست داشت به میر پرواز کند، در ابتدای امر هم برنامه او برای رفتن به میر تنظیم شده بود ولی با انهدام میر و خارج شدن از رده ایستگاه‌های فضایی این برنامه منتفی و قرار شد که تیتو به ایستگاه فضایی بین‌المللی پرواز کند. پس از طی مراحل مختلف و ملاحظات لازم، در ژانویه سال ۲۰۰۱ دنیس تیتو، قرارداد سفر فضایی خود را امضا کرد.
تیتو به شهرک ستاره‌ها که یک پایگاه آموزشی فضایی روسی در خارج از مسکو است رفت و در آنجا مجموعاً در حدود ۸۰۰ ساعت آموزش دید. آموزش‌های وی دربارهٔ خدمات اورژانس، برنامه‌های اصلی حیاتی، تمریناتی که مربوط به وضعیت صعود و سقوط می‌شد و همچنین تمرین شرایط بی‌وزنی در جاذبه صفر، آموزش لازم برای مراقبت شخصی، آشنایی با سیستم‌های مهندسی و نیز تمریناتی در زمینه خانه‌داری جهت انجام امور شخصی در ایستگاه فضایی بود. ماهیت پرواز تیتو با سایر پروازهایی که تا آن زمان انجام می‌گرفت تفاوت داشت، او نه یک فضانورد بلکه یک شهروند معمولی محسوب می‌شد. آموزش‌های وی متناسب با نوع و ماهیت سفرش صورت می‌گرفت. آموزش‌های دامنه‌دار، او را برای انجام بسیاری از کارهای لازم و ضروری یک سفر فضایی آماده کرده بود.
در تاریخ ۲۸ آوریل سال ۲۰۰۱ او در سن ۵۹ سالگی به آرزوی دیرین خود رسید و با فضاپیمای روسی سایوز از پایگاه بایکونور قزاقستان به ایستگاه فضایی بین‌المللی پرواز کرد. تیتو می‌گوید این بهترین تجربه‌ای بوده‌است که تا به حال در زندگی‌اش داشته. تیتو به مدت هشت روز در فضا به سر برد و در ششم ماه مه به زمین بازگشت.